# Dicranoglossum polypodioides
Dicranoglossum polypodioides är en stensöteväxtart som först beskrevs av William Jackson Hooker, och fick sitt nu gällande namn av David Bruce Lellinger. Dicranoglossum polypodioides ingår i släktet Dicranoglossum och familjen Polypodiaceae. Inga underarter finns listade.